# Karl Espenberg
Karl Espenberg (* 4. Augustjul. / 15. August 1761greg. in Hõbeda, damals Kirchspiel Haljala, Estland; † 7. Julijul. / 19. Juli 1822greg. in Huuksi, damals Kirchspiel Peetri, Estland) war ein deutschbaltischer Arzt, Forscher und Entdeckungsreisender.

## Leben

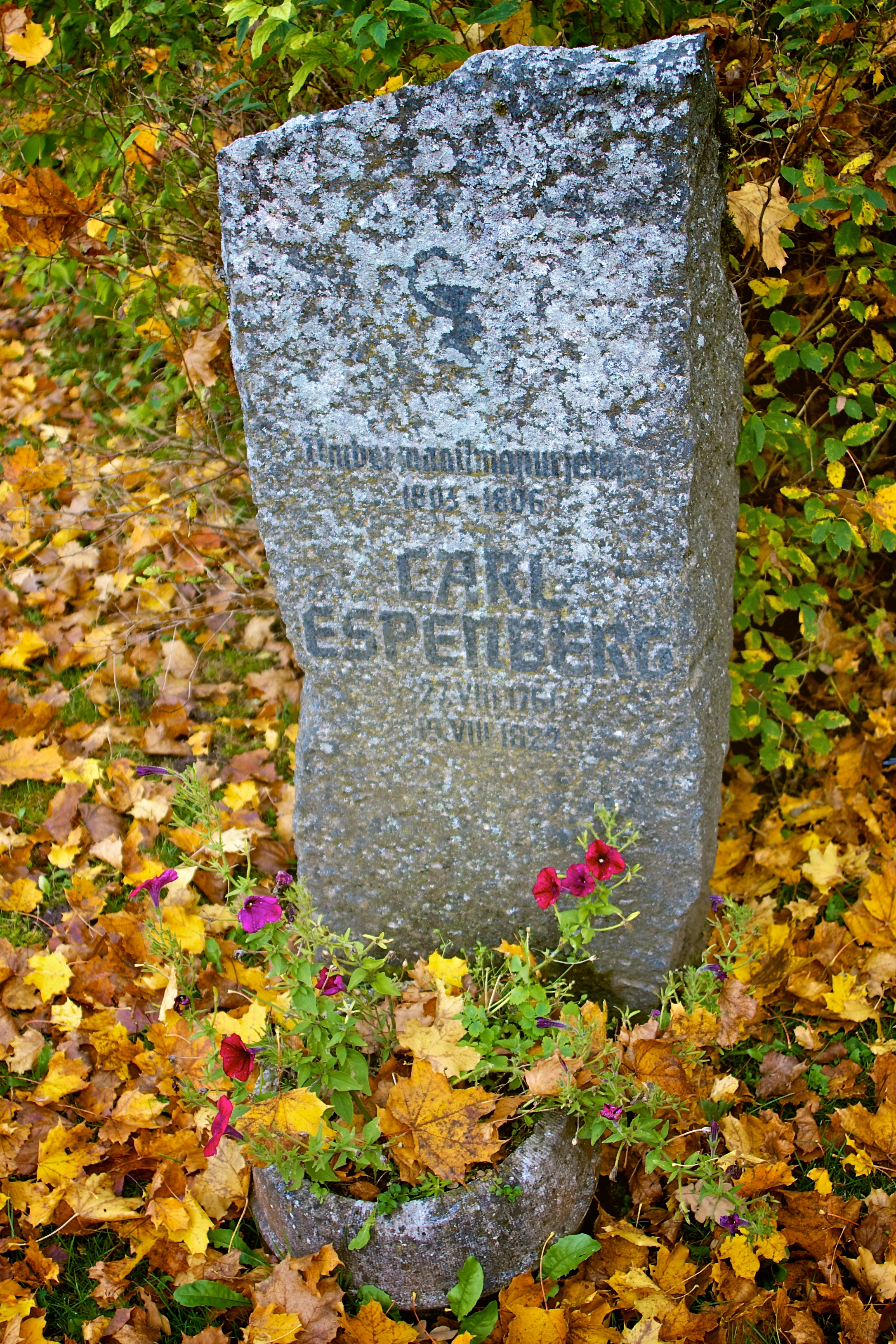
Grabstein von Karl Espenberg, Peetri

Karl (auch Carl) Espenberg besuchte die Schule in der estnischen Hauptstadt Tallinn (deutsch Reval). Er studierte zunächst an der Universität Jena, später dann Medizin in Halle. Espenberg schloss sein Medizinstudium an der Universität Erlangen ab. Dort promovierte er 1796 zum Dr. med. mit seiner Arbeit De febris mercurialis efficacia in sananda lue venerea.
1797 kehrte Espenberg nach Estland zurück, wo er Familienarzt der Familie von Krusenstern wurde. Der deutschbaltische Kapitän und Forschungsreisende Adam Johann von Krusenstern (1770–1846) lud Espenberg ein, ihn als Schiffsarzt auf seiner Weltumsegelung zu begleiten, die von 1803 bis 1806 dauerte. Espenberg nahm das Angebot an. Ziel der Expedition war es vor allem, die damals zu Russland gehörenden Gebiete an der Nordwestküste Amerikas zu untersuchen und Handelsverbindungen mit Japan aufzunehmen.
Espenbergs Eindrücke und Forschungen sind in Krusensterns Reiseberichten abgedruckt. Sie erschienen von 1809 bis 1812 in drei Bänden.
Nach seiner Rückkehr ins Baltikum ließ sich Espenberg als Privatarzt in Tallinn nieder. Als sich seine Gesundheit verschlechterte zog er aufs Land in den Kreis Järva (Jerwen). Espenberg wurde nach seinem Tod 1822 auf dem Friedhof von Peetri (St. Petri) beigesetzt.

## Geographische Benennungen
Nach Karl Espenberg wurde in Alaska das Kap Espenberg an der Mündung des Kotzebue-Sunds in die Tschuktschensee benannt. Ein Berg im Norden der Insel Sachalin trägt ebenfalls seinen Namen.